# تينا غوردون
تينا غوردون (بالإنجليزية: Tina Gordon)‏ هي سائقة سباق أمريكية، ولدت في 14 مارس 1969 في اندروز في الولايات المتحدة.

## وصلات خارجية
- تينا غوردون على موقع Racing-Reference.info (الإنجليزية)